# 小野寺啓子
小野寺 啓子（おのでら けいこ、1964年8月17日 - ）は、日本の女性声優。千葉県出身。81プロデュース所属。

## 人物
声種はソプラノ。
声優としては、アニメ、外画吹替え、ナレーションなどで活躍している。
趣味・特技はモダンダンス、ジャズダンス。

## 出演
太字はメインキャラクター。

### テレビアニメ
- それいけ!アンパンマン（1989年、トント、虹の子〈初代〉）
- ダッシュ!四駆郎（1989年、鬼道院姫子）
- 魔法のエンジェルスイートミント（1990年、女の子C、侍女A）
- わたしとわたし ふたりのロッテ（1991年、ゲルラハ家メイド）
- 名探偵コナン（1996年、絵里）
- 爆走兄弟レッツ&ゴー!! MAX（1998年、新井清美）
- ぶぶチャチャ（1999年、マリーのママ）
- 人形草紙あやつり左近（2000年、小林京子）
- 天地無用! GXP（2002年、山田今日子、マシス・マキビ）
- ガラスの仮面（2005年、桜小路綾乃）

### OVA
- あの子に1000%（1989年、河原梓）
- ガッデム（1990年）
- 天地無用!（2003年、マシス・マキビ）

### ゲーム
- ストームブレード（1996年、キャメル・由貴・アンダーソン）

### 吹き替え

#### 映画
- スターゲイト（シャーレ〈ヴァイティアーレ・バンデラ〉）
- 光る眼（メラニー・ロバーツ〈メレディス・サレンジャー〉） - ソフト版
- ラブソング（シャオティン〈クリスチャン・ヤン〉）

#### 人形劇
- ユリーカのお城（ユリーカ）

### テレビ番組
- 救命戦士ナノセイバー（安土桃子）

### VP
- 生協「食」シリーズ（ナレーション）